# الصحة المتنقلة

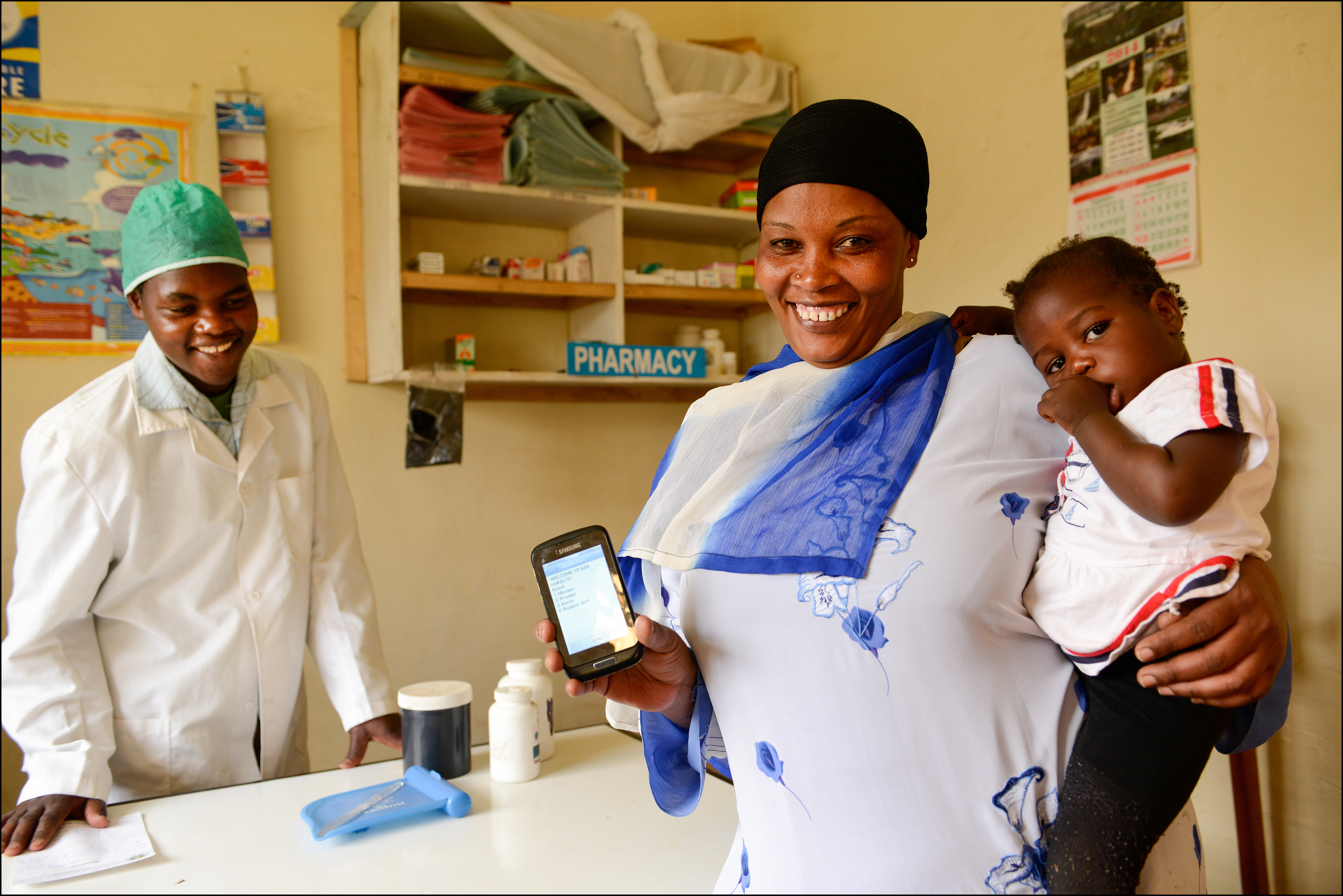
برنامج PharmAccess للصحة المتنقلة: تعزيز الوصول إلى الرعاية الصحية عبر التكنولوجيا

الصحة المتنقلة مصطلح يستخدم لممارسة الطب والصحة العامة عبر الأجهزة المحمولة. يستخدم المصطلح بشكل شائع للإشارة إلى استخدام أجهزة الاتصالات المحمولة، مثل الهواتف المحمولة والحواسيب اللوحية والمساعدات الرقمية الشخصية، والأجهزة القابلة للارتداء مثل الساعات الذكية، للخدمات الصحية والمعلومات وجمع البيانات. برز مجال الصحة المحمولة كقسم فرعي من الصحة الإلكترونية، واستخدام تكنولوجيا المعلومات والاتصالات، مثل الحواسيب والهواتف المحمولة والأقمار الاصطناعية للاتصالات وأجهزة مراقبة المرضى وما إلى ذلك، للخدمات والمعلومات الصحية. 
تشمل تطبيقات الصحة المتنقلة استخدام الأجهزة المحمولة في جمع البيانات الصحية الاجتماعية والسريرية، وتقديم/مشاركة معلومات الرعاية الصحية للممارسين والباحثين والمرضى، والمراقبة الفورية للعلامات الحيوية للمريض، وتوفير الرعاية المباشرة (التطبيب الإلكتروني) بالإضافة إلى تدريب العاملين في مجال الصحة.
رغم أن تطبيقات الصحة المتنقلة منتشرة بشكل أساسي في الدول المتقدمة، ظهر هذا المجال في السنوات الأخيرة في البلدان النامية، نابعًا من الاقتحام السريع للهواتف المحمولة لساحات الدول منخفضة الدخل. يظهر هذا المجال، إلى حد كبير، كوسيلة لتوفير إمكانية وصول لأكبر عدد ممكن من السكان في البلدان النامية إلى هذه الخدمات، بالإضافة إلى تحسين قدرة النظم الصحية في هذه البلدان على توفير رعاية صحية جيدة. ضمن مساحة الصحة المتنقلة، تعمل المشاريع لتحقيق مجموعة متنوعة من الأهداف، بما في ذلك زيادة إمكانية الوصول إلى الرعاية الصحية والمعلومات المتعلقة بالصحة (خاصةً بالنسبة للسكان الذين يصعب الوصول إليهم)، بالإضافة إلى تحسين القدرة على تشخيص الأمراض وتتبعها؛ وتقديم معلومات مضبوطة ودقيقة وأكثر فاعلية حول الصحة العامة؛ وتوسيع مجال الوصول إلى التعليم الطبي المستمر وتدريب العاملين في مجال الصحة.

## الاستخدامات الطبية
صُممت تطبيقات الصحة المتنقلة لتطوير إجراءات التشخيص، ومساعدة الطبيب في اتخاذ قرارات العلاج، وتعزيز الثقافة المرتبطة بالأمراض للأطباء والخاضعين للعلاج. تتمتع الصحة المتنقلة بإمكانيات كبيرة في مجال الطب، وإذا استُخدمت بالاقتران مع العوامل البشرية، قد تؤدي إلى تحسين إمكانية الوصول إلى خدمات الرعاية الصحية بجودتها ونطاقها. قد تعمل بعض تطبيقات الصحة المتنقلة أيضًا على تحسين القدرة على تحسين المساءلة في الرعاية الصحية وتحسين استمرارية الرعاية من خلال ربط أعضاء الفريق متداخل التخصصات.
الصحة المتنقلة هي إحدى جوانب الصحة الإلكترونية التي توسّع حدود طرق الحصول على البيانات الأولية ونقلها وتخزينها ومعالجتها وتأمينها لتقديم نتائج قيّمة. تتيح الصحة المتنقلة إمكانية الأفراد المشاركة عن بعد في مصفوفة قيم الرعاية الصحية، والتي ربما لم تكن ممكنة في الماضي. لا تعني المشاركة مجرد استهلاك خدمات الرعاية الصحية. في كثير من الحالات، يلعب المستخدمون عن بُعد دورًا فعالًا في جمع البيانات المتعلقة بالأمراض ومخاوف الصحة العامة مثل التلوث الهوائي والمخدرات والعنف.
يقدم تقرير مؤسسة الأمم المتحدة لعام 2009 ومؤسسة فودافون سبع فئات لتطبيقات الصحة المتنقلة على سبيل الذكر لا الحصر:
- التثقيف والتوعية
- خط المساعدة
- تطوير أساليب التشخيص والعلاج
- التواصل مع العاملين في مجال الرعاية الصحية وتدريبهم
- تتبع تفشي الأمراض والأوبئة
- مراقبة المرضى عن بعد
- جمع البيانات عن بعد

### التثقيف والتوعية
تدور برامج التثقيف والتوعية في مجال الصحة المتنقلة إلى حد كبير حول نشر المعلومات الجماعية من المصدر إلى المستلم من خلال خدمة الرسالة القصيرة (إس إم إس). في تطبيقات التثقيف والتوعية، تُرسل رسائل إس إم إس مباشرةً إلى هواتف المستخدمين لتقديم معلومات حول مواضيع مختلفة، بما في ذلك طرق الفحوصات والعلاجات وتوافر الخدمات الصحية وتدبير الأمراض. توفر خدمة الرسائل القصيرة ميزة كونها غير مزعجة نسبيًا، وتحافظ على خصوصية المرضى في البيئات التي يكون فيها المرض (خاصةً فيروس العوز المناعي البشري/الإيدز) من المحرمات الاجتماعية. بالإضافة إلى ذلك، توفر خدمة الرسائل القصيرة وسيلة للوصول إلى مناطق بعيدة -مثل المناطق الريفية- والتي قد تكون إمكانية وصولها إلى معلومات الصحة العامة والثقافة الصحية والعيادات الطبية محدودة، بالإضافة إلى معاناتها من نقص العاملين في الرعاية الصحية.

### خط المساعدة
يشمل خط المساعدة عادةً رقم هاتف محدد يستطيع أي فرد الاتصال به للوصول إلى مجموعة من الخدمات الطبية. تشمل هذه الاستشارات الهاتفية الطبية والنفسية وشكاوى الخدمة ومعلومات عن المرافق والأدوية والمعدات و/أو العيادات الصحية المتنقلة المتاحة.
تطوير أساليب التشخيص والعلاج والتواصل مع العاملين في مجال الرعاية الصحية وتدريبهم
عادةً ما تُصمم أنظمة تطوير أساليب التشخيص والعلاج لتزويد العاملين في مجال الرعاية الصحية في المناطق النائية بالمشورة حول تشخيص المرضى وعلاجهم. قد توفر بعض المشاريع تطبيقات على الهاتف المحمول -مثل أنظمة شجرة القرارات الطبية- لمساعدة العاملين في مجال الرعاية الصحية على التشخيص، بينما تقدم مشاريع أخرى التشخيص المباشر للمرضى أنفسهم. في مثل هذه الحالات، المعروفة باسم التطبيب الإلكتروني، قد يلتقط المرضى صورة لجرح أو عرض معين ليتمكن الطبيب من تشخيص الحالة عن بعد والمساعدة في علاجها. تحاول مشاريع تطوير أساليب التشخيص والعلاج التخفيف من تكلفة وزمن سفر المرضى الموجودين في المناطق النائية.

### مراقبة الأمراض وجمع البيانات عن بعد وتتبع تفشي الأوبئة
تعمل المشاريع في هذا المجال على استغلال قدرة الهواتف المحمولة على جمع البيانات ونقلها بسرعة وبتكلفة منخفضة وكفاءة نسبية. يمكن للبيانات المتعلقة بموقع انتشار أمراض معينة وشدتها (مثل الملاريا وفيروس العوز المناعي البشري/الإيدز والسل وأنفلونزا الطيور) أن تساعد الأنظمة الطبية أو وزارات الصحة أو المنظمات الأخرى في تحديد حالات تفشي المرض وتوجيه الموارد الطبية بشكل أفضل إلى المناطق الأكثر احتياجًا. قد تكون مثل هذه المشاريع مفيدة بشكل خاص في أثناء حالات الطوارئ، بهدف تحديد الأماكن التي توجد فيها الاحتياجات الطبية الأكبر ضمن البلد.